# Вулиця Кірова (Євпаторія)
Вулиця Кірова — одна з найдовших вулиць у місті Євпаторія. Бере свій початок з вулиці Дувановської і закінчується вулицею Павлика Морозова, знаходиться у курортній частині міста. Колишня назва — 2-а Продольна.

## Будівлі
- Санаторій «Таврія»
- Санаторій ім. Т. Шевченка
- Дитячий санаторій «Іскра»
- Санаторій «Мрія»
- Дитячий санаторій «Євпаторія»
- Дача «Півник»
- Санаторій «Зміна»
- Санаторій «Таврида»
- Санаторій «Ударник»
- Пансіонат і табір «Росія»
- Прокуратура